# 15e arrondissement de Marseille
Pour les articles homonymes, voir 15e arrondissement.
Le 15e arrondissement de Marseille est une des divisions administratives de la ville de Marseille en France. Il fait partie du 8e secteur de Marseille.
Il comprend 11 quartiers et 34 Îlots regroupés pour l'information statistique (IRIS).
Il fait partie d'une plus vaste zone couramment appelée quartiers nord de Marseille.

## Quartiers

15e arrondissement de Marseille.

### Grands quartiers
Il est divisé en 12 quartiers : Les Aygalades, La Castellane, Borel, La Cabucelle, La Calade, Les Crottes, La Delorme, Notre-Dame Limite, Saint-Antoine, Saint-Louis, Verduron et La Viste,  La Bricarde.

### Quartiers dits prioritaires
| Quartier prioritaire                | Population (2018) | Pauvreté | Intérêt Anru |
| ----------------------------------- | ----------------- | -------- | ------------ |
| Les Aygalades                       | 1 886             | 57 %     | Régional     |
| La Cabucelle                        | 12 476            | 56 %     | National     |
| La Calade-Campagne Lévêque          | 5 444             | 51 %     | Régional     |
| Castellane-Bricarde-Plan d'Aou      | 9 109             | 56 %     | National     |
| Castellas-Micocouliers-Saint Joseph | 3 409             | 51 %     | -            |
| Consolat-Ruisseau-Mirabeau          | 4 531             | 54 %     | Régional     |
| Kalliste-Granière-Solidarité        | 7 648             | 62 %     | National     |
| La Savine                           | 944               | 48 %     | National     |
| Tilleuls-Maurelette                 | 2 342             | 61 %     | Régional     |
| La Visitation-Bassens               | 1 876             | 35 %     | Régional     |
| La Viste                            | 3 044             | 54 %     | -            |

## Transports en commun
- Autobus :                       et  36 49 51 89
- Gares :   Saint-Antoine et Saint-Joseph le Castellas.
- Métro :    Bougainville et Capitaine Gèze.

## Démographie
En 2022, l'arrondissement comptait 79 501 habitants.
| 1968   | 1975   | 1982   | 1990   | 1999   | 2006   | 2011   | 2016   | 2021   |
| ------ | ------ | ------ | ------ | ------ | ------ | ------ | ------ | ------ |
| 80 311 | 96 587 | 89 229 | 74 543 | 71 140 | 75 783 | 80 624 | 76 420 | 79 656 |

| 2022   | - | - | - | - | - | - | - | - |
| ------ | - | - | - | - | - | - | - | - |
| 79 501 | - | - | - | - | - | - | - | - |

## Statistiques démographiques par quartiers

### Population

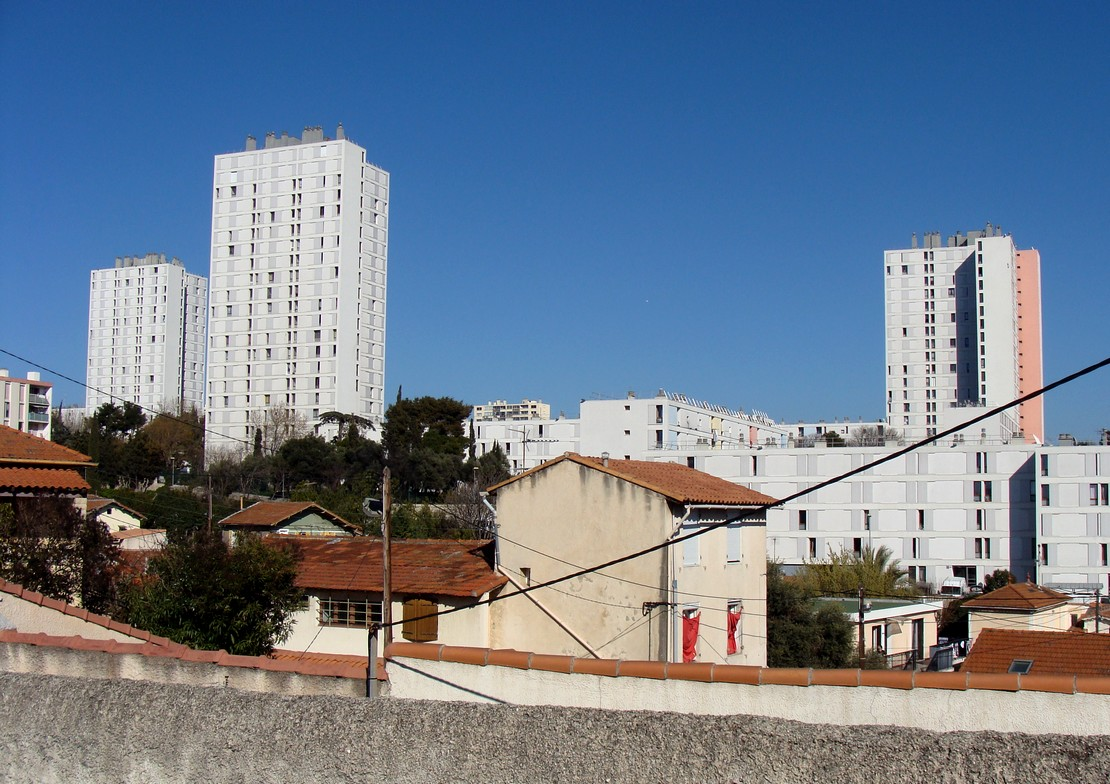
Quartier La Viste.

| Quartier          | Population 1990 | Population 1999 | Population 2006 | Population 2012 |
| ----------------- | --------------- | --------------- | --------------- | --------------- |
| Les Aygalades     | 6 784           | 6 224           | 6 714           | 6 629           |
| Borel             | 5 582           | 4 518           | 4 782           | 4 389           |
| La Cabucelle      | 8 000           | 7 386           | 8 328           | 9 488           |
| La Calade         | 6 491           | 5 956           | 6 542           | 6 313           |
| Les Crottes       | 2 315           | 2 565           | 3 307           | 4 223           |
| La Delorme        | 6 304           | 5 939           | 6 860           | 6 066           |
| Notre-Dame Limite | 10 310          | 10 590          | 10 671          | 12 446          |
| Saint-Antoine     | 6 431           | 5 997           | 6 102           | 6 436           |
| Saint-Louis       | 7 603           | 7 461           | 8 125           | 9 188           |
| Verduron          | 9 319           | 9 283           | 8 689           | 8 846           |
| La Viste          | 5 398           | 4 966           | 5 663           | 6 788           |
| Total             | 74 537          | 70 885          | 75 783          | 80 812          |

### Éducation et Formation
| Quartier          | 15 ans et + non scolarisés | total sans diplômes | % sans diplômes | total au moins BAC+3 | % au moins BAC+3 |
| ----------------- | -------------------------- | ------------------- | --------------- | -------------------- | ---------------- |
| Les Aygalades     | 4 487                      | 1 848               | 41,18 %         | 124                  | 2,75 %           |
| Borel             | 2 749                      | 1 131               | 41,15 %         | 77                   | 2,79 %           |
| La Cabucelle      | 5 745                      | 2 833               | 49,32 %         | 148                  | 2,57 %           |
| La Calade         | 4 568                      | 1 903               | 41,67 %         | 143                  | 3,13 %           |
| Les Crottes       | 2 339                      | 1 225               | 52,34 %         | 4                    | 0,15 %           |
| La Delorme        | 4 724                      | 1 579               | 33,43 %         | 155                  | 3,29 %           |
| Notre-Dame Limite | 6 448                      | 2 408               | 37,34 %         | 216                  | 3,35 %           |
| Saint-Antoine     | 4 496                      | 1 224               | 27,23 %         | 246                  | 5,48 %           |
| Saint-Louis       | 5 806                      | 2 550               | 43,92 %         | 155                  | 2,66 %           |
| Verduron          | 5 253                      | 2 006               | 38,20 %         | 248                  | 4,72 %           |
| La Viste          | 3 727                      | 1 616               | 43,35 %         | 168                  | 4,52 %           |
| Arrondissement    | 50 343                     | 20 324              | 40,37 %         | 1 683                | 3,34 %           |
| Total Marseille   | 590 908                    | 149 305             | 25,27 %         | 79 435               | 13,44 %          |

### Taux de chômage

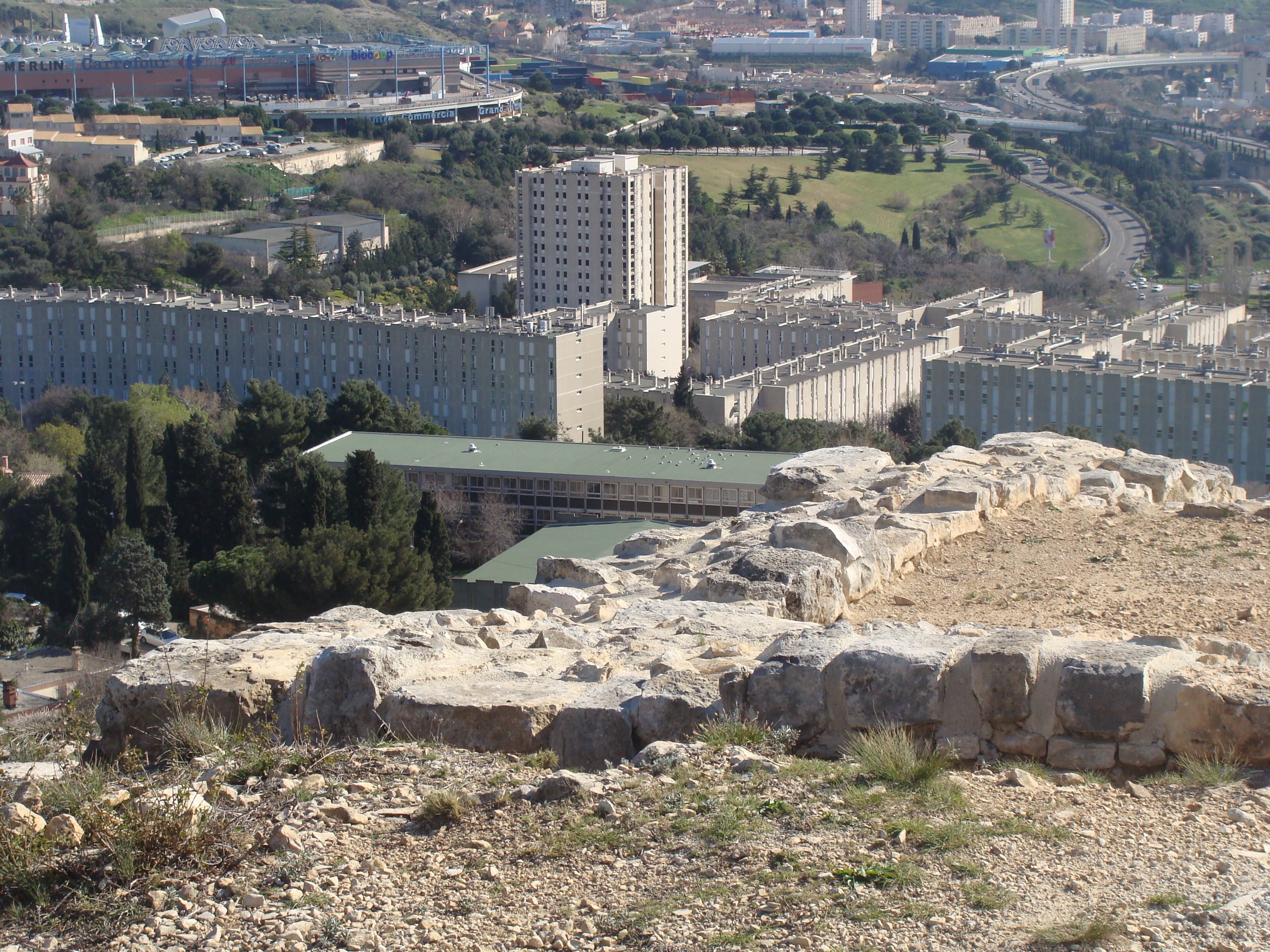
Oppidum de Verduron et cité de La Castellane.

| Quartier (en 2006) | Population active | Nombre de chômeurs | Taux de chômage |
| ------------------ | ----------------- | ------------------ | --------------- |
| Les Aygalades      | 2 455             | 566                | 23,06 %         |
| Borel              | 1 697             | 499                | 29,38 %         |
| La Cabucelle       | 2 943             | 1 012              | 34,40 %         |
| La Calade          | 2 369             | 606                | 25,58 %         |
| Les Crottes        | 949               | 421                | 44,34 %         |
| La Delorme         | 2 535             | 556                | 21,92 %         |
| Notre-Dame Limite  | 3 641             | 1 019              | 27,98 %         |
| Saint-Antoine      | 2 552             | 429                | 16,83 %         |
| Saint-Louis        | 2 935             | 824                | 28,07 %         |
| Verduron           | 2 906             | 927                | 31,91 %         |
| La Viste           | 2 182             | 685                | 31,40 %         |
| Arrondissement     | 27 163            | 7 544              | 27,77 %         |
| Total Marseille    | 352 855           | 64 330             | 18,23 %         |

### Couverture maladie universelle complémentaire
La CMU complémentaire (CMU-C) est une complémentaire santé gratuite qui prend en charge ce qui n'est pas couvert par les régimes d'assurance maladie obligatoire elle est attribuée sous condition de (faibles) ressources.
Bénéficiaires de la CMU-C par IRIS en 2008
| Quartier          | population couverte 2008 | bénéficiaires CMU-C 2008 | % bénéficiaires 2008 |
| ----------------- | ------------------------ | ------------------------ | -------------------- |
| Les Aygalades     | 6 165                    | 1 419                    | 23,02 %              |
| Borel             | 3 887                    | 1 228                    | 31,59 %              |
| La Cabucelle      | 8 762                    | 2 681                    | 30,60 %              |
| La Calade         | 6 119                    | 1 552                    | 25,36 %              |
| Les Crottes       | 3 419                    | 1 488                    | 43,52 %              |
| La Delorme        | 5 681                    | 1 194                    | 21,02 %              |
| Notre-Dame Limite | 11 867                   | 4 500                    | 37,92 %              |
| Saint-Antoine     | 6 179                    | 968                      | 15,67 %              |
| Saint-Louis       | 8 056                    | 2 346                    | 29,12 %              |
| Verduron          | 8 853                    | 3 030                    | 34,23 %              |
| La Viste          | 5 410                    | 1 510                    | 28,58 %              |
| Arrondissement    | 74 398                   | 21 916                   | 29,46 %              |
| Total Marseille   | 718 664                  | 132 156                  | 18,39 %              |

### Familles
Familles monoparentales et familles de 4 enfants au 1er janvier 2006
| Quartier             | familles | dont monoparentales | % familles monoparentales | familles de 4 enfants et + | % familles 4 enfants et + |
| -------------------- | -------- | ------------------- | ------------------------- | -------------------------- | ------------------------- |
| Les Aygalades        | 1 767    | 471                 | 26,63 %                   | 139                        | 7,85 %                    |
| Borel                | 1159     | 295                 | 25,42 %                   | 215                        | 18,56 %                   |
| La Cabucelle         | 2 067    | 589                 | 28,48 %                   | 121                        | 5,86 %                    |
| La Calade            | 1 695    | 506                 | 29,84 %                   | 86                         | 5,08 %                    |
| Les Crottes          | 794      | 111                 | 14,04 %                   | 64                         | 8,09 %                    |
| La Delorme           | 1 788    | 219                 | 12,27 %                   | 106                        | 5,93 %                    |
| Notre-Dame Limite    | 2 481    | 732                 | 29,51 %                   | 272                        | 10,96 %                   |
| Saint-Antoine        | 1 733    | 331                 | 19,07 %                   | 67                         | 3,88 %                    |
| Saint-Louis          | 2 075    | 533                 | 25,69 %                   | 119                        | 5,74 %                    |
| Verduron             | 2 147    | 620                 | 28,87 %                   | 250                        | 11,63 %                   |
| La Viste             | 1 295    | 352                 | 27,19 %                   | 99                         | 7,65 %                    |
| Total arrondissement | 19 001   | 4 758               | 25,04 %                   | 1 538                      | 8,10 %                    |
| Total Marseille      | 213 538  | 46 568              | 21,81 %                   | 8 414                      | 3,94 %                    |

### Logements

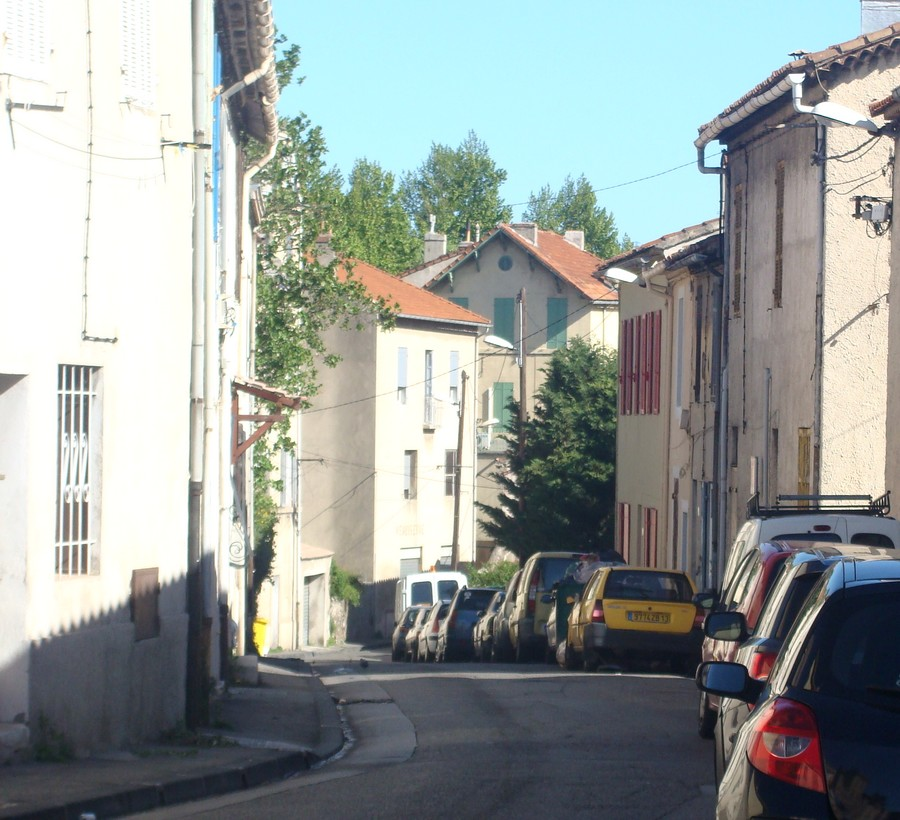
Chemin de Mimet, quartier Saint-Antoine.

| Quartier (au 8 mars 1999) | % locataires | % immeubles collectifs | % 4 pièces et plus |
| ------------------------- | ------------ | ---------------------- | ------------------ |
| Les Aygalades             | 69,14 %      | 84,70 %                | 51,45 %            |
| Borel                     | 65,83 %      | 72,36 %                | 52,78 %            |
| La Cabucelle              | 68,08 %      | 84,68 %                | 26,27 %            |
| La Calade                 | 66,61 %      | 93,10 %                | 44,88 %            |
| Les Crottes               | 76,56 %      | 92,56 %                | 12,68 %            |
| La Delorme                | 22,61 %      | 64,37 %                | 69,69 %            |
| Notre-Dame Limite         | 61,59 %      | 79,16 %                | 55,09 %            |
| Saint-Antoine             | 37,94 %      | 63,53 %                | 49,94 %            |
| Saint-Louis               | 64,72 %      | 78,48 %                | 32,53 %            |
| Verduron                  | 73,29 %      | 74,40 %                | 65,76 %            |
| La Viste                  | 71,07 %      | 76,35 %                | 48,62 %            |
| Arrondissement            | 61,28 %      | 78,40 %                | 47,10 %            |
| Total Marseille           | 51,73 %      | 82,86 %                | 38,21 %            |

### Population par tranches d'âge

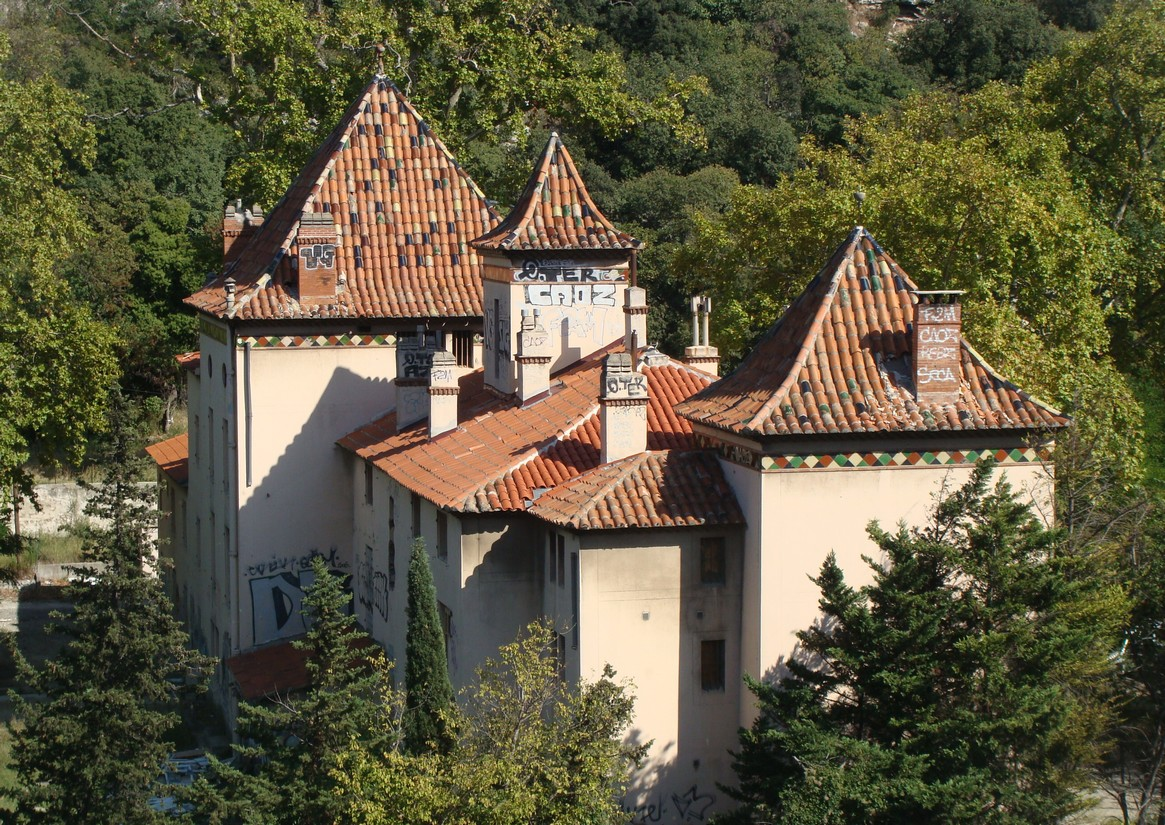
La bastide de la Guillermy, quartier Les Aygalades.

| Quartier (au 8 mars 1999) | % 0-19 ans | % 20-39 ans | % 40-59 ans | % 60-74 ans | % 75 ans et + |
| ------------------------- | ---------- | ----------- | ----------- | ----------- | ------------- |
| Les Aygalades             | 28,33 %    | 27,99 %     | 21,27 %     | 15,22 %     | 7,20 %        |
| Borel                     | 35,68 %    | 29,92 %     | 21,27 %     | 9,25 %      | 3,87 %        |
| La Cabucelle              | 25,03 %    | 28,12 %     | 22,08 %     | 16,08 %     | 8,68 %        |
| La Calade                 | 24,51 %    | 27,27 %     | 22,77 %     | 17,43 %     | 8,03 %        |
| Les Crottes               | 24,56 %    | 37,00 %     | 20,19 %     | 11,73 %     | 6,51 %        |
| La Delorme                | 21,22 %    | 29,80 %     | 23,69 %     | 17,44 %     | 7,85 %        |
| Notre-Dame Limite         | 34,35 %    | 27,93 %     | 22,29 %     | 10,74 %     | 4,69 %        |
| Saint-Antoine             | 23,35 %    | 26,76 %     | 24,40 %     | 17,64 %     | 7,85 %        |
| Saint-Louis               | 22,54 %    | 27,44 %     | 22,72 %     | 17,72 %     | 9,58 %        |
| Verduron                  | 37,60 %    | 29,57 %     | 20,62 %     | 9,17 %      | 3,05 %        |
| La Viste                  | 30,23 %    | 26,66 %     | 22,27 %     | 14,18 %     | 6,67 %        |
| Arrondissement            | 28,62 %    | 28,49 %     | 22,20 %     | 14,11 %     | 6,59 %        |
| Total Marseille           | 23,16 %    | 28,67 %     | 24,84 %     | 14,18 %     | 9,16 %        |

### Économie
En 2010, le revenu fiscal médian par ménage était de 17 847 €, ce qui plaçait le 15e arrondissement au 13e rang parmi les 16 arrondissements de Marseille.

## Résultats électoraux
| Scrutin             | Scrutin             | 1er tour | 1er tour  | 1er tour | 1er tour | 1er tour | 1er tour | 1er tour | 1er tour | 1er tour | 1er tour | 1er tour | 1er tour | 2d tour        | 2d tour        | 2d tour        | 2d tour        | 2d tour        | 2d tour        |
| Scrutin             | Scrutin             | 1er      | 1er       | %        | 2e       | 2e       | %        | 3e       | 3e       | %        | 4e       | 4e       | %        | 1er            | 1er            | %              | 2e             | 2e             | %              |
| ------------------- | ------------------- | -------- | --------- | -------- | -------- | -------- | -------- | -------- | -------- | -------- | -------- | -------- | -------- | -------------- | -------------- | -------------- | -------------- | -------------- | -------------- |
| Présidentielle 2017 | Présidentielle 2017 |          | LFI       | 36,90    |          | FN       | 27,03    |          | EM       | 16,88    |          | LR       | 8,14     |                | EM             | 63,32          |                | FN             | 36,68          |
| Présidentielle 2022 | Présidentielle 2022 |          | LFI       | 51,48    |          | RN       | 21,08    |          | LREM     | 14,19    |          | REC      | 6,05     |                | LREM           | 59,21          |                | RN             | 40,79          |
| Législatives 2022   | 3e                  |          | LFI-Nupes | 36,24    |          | RN       | 24,30    |          | Ren-Ens  | 15,46    |          | DVC      | 6,26     |                | LFI            | 62,75          |                | RN             | 37,25          |
| Législatives 2024   | 3e                  |          | LFI-NFP   | 59,13    |          | RN       | 27,96    |          | Ren-Ens  | 8,87     |          | DVG      | 1,83     | Pas de 2d tour | Pas de 2d tour | Pas de 2d tour | Pas de 2d tour | Pas de 2d tour | Pas de 2d tour |